# ISO 21127
La norme ISO 21127 décrit l'ontologie dédiée à la description des données relatives au patrimoine culturel (en anglais : cultural heritage) matériel et immatériel. Elle est la version ISO du CIDOC CRM (CIDOC Conceptual Reference Model), ontologie élaborée à l'initiative du Conseil international des musées.
La norme ISO 21127 a été publiée en 2006 (ISO 21127:2006), puis en 2014 dans une version mise à jour (ISO 21127:2014), et enfin, une nouvelle version a été ajoutée en 2023 (ISO 21127:2023). Fruit d'une collaboration internationale, elle est disponible à la fois en anglais et en français. Des équipes françaises y ont participé activement.
Ce standard pour l'interopérabilité est le résultat d'un travail de normalisation qui vise à définir les éléments constitutifs d'une ontologie de domaine (classes, propriétés, définitions...) dont le domaine est le patrimoine culturel. Ontologie elle-même, cette norme permet de créer de nouvelles ontologies (modélisation). L'enrichissement de l'ontologie CIDOC CRM se poursuit parallèlement à la publication ISO, le document de travail en cours étant le document de référence (liste des versions en ligne). Celui-ci est librement et gratuitement disponible en anglais sur le site du CIDOC CRM (version 6.2.3, mai 2018). La version OWL est celle dite d'Erlangen : Erlangen CRM (téléchargement).
L'ISO 21127 (ou CIDOC CRM) est de plus en plus utilisée pour modéliser l'information numérique relative au patrimoine culturel, aussi bien dans le monde des musées que dans celui de la recherche – notamment en histoire de l'art et en archéologie –, et ainsi définir les métadonnées dans les systèmes d'information réunissant les données culturelles (liste d'exemples d'applications du standard). Sa spécificité réside dans la présence de la notion d'événement (classe Event) qui permet de prendre en compte la connaissance ou le document, relevant du patrimoine culturel, dans ses différents contextes et époques (contextualisation), de traiter son évolution et ses divers états, et cela de façon distinct. Ce principe est adopté dans des versions nouvelles d'autres standards (par. ex. FRBRoo dédié à la bibliographie).